# Willem Lambrechts
Willem Alfons Lambrechts (Lier, 29 oktober 1885 - Antwerpen, 31 mei 1954) was een Belgisch politicus voor de BWP.

## Levensloop
Hij was een zoon van Cornelius Lambrechts en van Maria Verswyvel. Hij werd metser.
Lambrechts werd in 1916 lid van het plaatselijk Hulp- en Voedingscomité van Lier. Na de oorlog werd hij de spil van de socialistische beweging in Lier. Zo was hij er medestichter van de lokale socialistische coöperatie Onze Zege (1923) en secretaris van de lokale ziekenkas Bond Moyson (1923). Tevens was hij BWP-provincieraadslid voor het kiesdistrict Lier van 30 november 1921 tot 8 november 1925 en gemeenteraadslid van Lier van 1921 tot 1932. In 1925 werd hij verkozen tot volksvertegenwoordiger voor het arrondissement Mechelen en vervulde dit mandaat tot in 1929.
Hij verteerde het niet dat hij aan de verkiezingen van 1929 niet meer op een verkiesbare derde plaats kon deelnemen, maar naar de onverkiesbare vierde plaats werd gedegradeerd. Hij uitte in het openbaar aanvallen van persoonlijke aard tegen leden van de partijtop in Mechelen. Als gevolg hiervan werd hij in 1930 uit de partij gezet. Dit veroorzaakte een scheuring in Lier. Een dissidente socialistische groep werd door Lambrechts gesticht, onder de naam De Aktie Voor Ons Recht. De groep bleef actief tot in 1944, maar al in 1932 had Lambrechts Lier verlaten, nadat hij was beschuldigd het secretariaat van de ziekenkas Bond Moyson te hebben verwaarloosd.